# Скитникът (филм, 1970)
Скитникът е българска телевизионна новела по едноименния разказ на Йордан Йовков от 1970 година. Режисьор е Нушка Григорова, а оператор Стефан Кебапчиев .

## Актьорски състав
| В главните роли | Изпълнител         |
| --------------- | ------------------ |
|                 | Стоян Гъдев        |
|                 | Ана Маркова        |
|                 | Венета Серкеджиева |
|                 | Вълчо Камарашев    |
|                 | Иван Зоин          |
|                 | Невена Ханджиева   |
|                 | Георги Станойков   |
|                 | Димитър Златков    |